# Liebe bringt alles ins Rollen
Liebe bringt alles ins Rollen ist eine französisch-belgische Liebeskömodie von und mit Franck Dubosc. Sein Regiedebüt handelt von einem Schürzenjäger, der sich als Rollstuhlfahrer ausgibt, um eine Frau zu erobern, sich dabei verliebt und immer mehr in Lügen verstrickt. Produziert wurde der Film von Gaumont und kam 2018 durch den Verleih NFP in die deutschen Kinos.

## Handlung
Jocelyn ist der Europavertreter eines weltweit agierenden Herstellers von Laufschuhen, und er ist ein Liebhaber schöner Frauen und charmanter Verführer. In seiner Freizeit trainiert er für den Paris Marathon. Als er nach dem Tod seiner Mutter deren Haus besucht, überrascht ihn die neu zugezogene Nachbarin Julie, als er zufällig im Rollstuhl seiner Mutter sitzt. Julie glaubt offensichtlich, er sei körperbehindert, und Jocelyn belässt sie in dem Glauben. Er bestärkt sie noch in ihrer Hoffnung, bei ihm eine Stelle als Pflegerin zu bekommen. Die attraktive junge Frau weckt in ihm den Ehrgeiz, sie als Rollstuhlfahrer herumzukriegen. Er nimmt daher ihre Einladung zu einem Grillabend mit ihrer Familie gerne an.
Julie allerdings hat andere Pläne. Sie will ihn mit ihrer Schwester Florence verkuppeln, die nach einem Unfall querschnittgelähmt ist. Florence lässt sich mit spielerischer Leichtigkeit auf die Avancen von Jocelyn ein, der sich zunehmend verliebt, aber trotz der Ermahnungen seiner Freunde nicht vermag, seine Lügengeschichte aufzudecken. Immer mehr verstrickt er sich und laviert sich haarsträubend durch die Geschichte. Eine Lösung kommt ihm nach einem Gespräch mit seinem alten Vater in den Sinn, der ihm empfiehlt, mit ihr nach Lourdes zu fahren, wo dann ein „Wunder“ stattfinden wird und Jocelyn wieder laufen kann. Also fährt das Paar in Gesellschaft von zwei Freunden Jocelyns nach Lourdes, Jocelyn bekommt Skrupel und das Wunder bleibt aus. Als Florence unversehens vor die Räder eines Lasters gerät, kann er sie in letzter Minute retten. Ein „Wunder“ ist geschehen, sagt Florence, die seit langem weiß, das Jocelyn durchaus laufen kann. Das Quartett geht auseinander, und man fährt auf getrennten Wegen nach Paris zurück.
Jocelyn nimmt am Marathon teil und bricht wenige Meter vor dem Ziel zusammen. Er wird aber von Florence wieder aufgerichtet, die ihn mit ihrem Rollstuhl unter dem Beifall der Zuschauer ins Ziel transportiert.

## Produktion
Franck Dubosc hat in Liebe bringt alles ins Rollen, seinem Debüt als Filmregisseur, sowohl das Drehbuch geschrieben als auch die männliche Hauptrolle übernommen.

### Besetzung
Seine Hauptdarstellerin Alexandra Lamy nahm in Vorbereitung des Films einen Monat lang zwei Stunden täglich Unterricht bei einem Tennislehrer. Der Spezial-Rollstuhl für das Tennismatch wurde ihr von einer französischen Spitzenspielerin zur Verfügung gestellt. Ihre Matchpartnerin war die französische Tennisspielerin Emmanuelle Mörch. Da Lamy nicht Geige spielen kann, erhielt sie über drei Monate Geigenunterricht, in dem insbesondere die rechte Hand geschult wurde, sodass es ihr schließlich gelang, den Bogen korrekt anzusetzen.
Die linke Hand zu schulen, erwies sich als unmöglich. In den Konzertszenen des Films wurde daher ein Double eingesetzt.
Für den damals 84-jährigen Claude Brasseur war es der letzte Auftritt in einem Film.

### Drehorte
Gedreht wurde außer in Paris und u. a. in einem Landhaus in Issy-les-Moulineaux (Hauts-de-Seine), in Cormeilles-en-Vexin, Pontoise, wo die Straßenszenen in Lourdes gedreht wurden  und Valmondois. und in Prag. 
Drehbeginn war am 15. Mai 2017..

## Veröffentlichung
Premiere in Frankreich war am 18. Januar während des Alpe d’Huez Film Festival. Am 14. März kam der Film in die französischen und am 5. Juli 2018 in die deutschen Kinos. 2018 brachte Prime Video eine DVD in deutscher und französischer Sprache heraus.

## Rezeption
In Frankreich war der Film mit 2 Millionen Besuchern innerhalb von 2 Monaten ein Publikumserfolg.

### Altersfreigabe
In Deutschland wurde der Film von der FSK mit Freigabedatum 21. Juni 2018 ohne Altersbeschränkung freigegeben. In der Freigabebegründung heißt es, dass bereits Kinder ab 6 Jahren in der Lage sind, den Film ohne Überforderung zu verarbeiten.

### Kritik
Nach Margret Köhler vom RND ist in der romantischen Komödie bald klar, dass nach vielen Hindernissen das Happy End kommt. In dem gefälligen und schönen Märchen, weit weg von der Wirklichkeit, schrammt Dubosc manchmal an Peinlichkeit und Kitsch vorbei, taucht aber auch in den Alltag von Behinderten ein und verspottet den Männlichkeitswahn. Alexandra Lamy rettet die manchmal witzige aber riskante Geschichte und stellt sich bald als die klügere heraus.
Nach Martin Schwickert von der Frankfurter Neuen Presse ist der Hindernisparcours zum Happy End kurvenreich und hat die eine oder andere überraschende Plotwendung.